# Pauline Peyraud-Magnin
Pauline Peyraud-Magnin, född den 17 mars 1992, är en fransk fotbollsspelare.

## Karriär
Pauline Peyraud-Magnin inledde sin seniorkarriär i Lyon år 2011. Hon har även spelat för Saint-Étienne och Marseille innan hon 2017 återvände till Lyon. 2018 kontrakterades hon av Arsenal. 2021 värvades hon av Juventus FC. Hon har även representerat det franska damlandslaget där hon debuterade år 2019.